# ماگاین
ماگاین (به اسپانیایی: Magallón) یک دهستان در اسپانیا است که در استان ساراگوسا واقع شده‌است. ماگاین ۷۸ کیلومتر مربع مساحت و ۱٬۲۰۵ نفر جمعیت دارد.